# Farma trolli
Farma trolli (również fabryka trolli) – duża grupa (od kilkudziesięciu do kilkuset osób) opłaconych pracowników (trolli) publikujących komentarze na zlecenie. Z reguły każdy pracownik korzysta z kilku, a nawet kilkunastu kont jednocześnie.
Farmy te są wykorzystywane zwłaszcza przez Rosję, która za pośrednictwem internetu usiłuje często wywierać wpływ na opinię publiczną innych państw. Przykładem takiej farmy trolli jest rosyjskie przedsiębiorstwo z siedzibą w Petersburgu – Agencja Badań Internetowych (ang. Internet Research Agency) znana także pod nazwą Trolle z Olgino. Właścicielem agencji był bliski współpracownik Władimira Putina – Jewgienij Prigożyn.